# 锐裂荷青花
锐裂荷青花（学名：Hylomecon japonica var. subincisa）为罂粟科荷青花属下的一个变种。